# Алькальд
Алька́льд (исп. Alcalde), иногда алка́йд (порт. Alcaide) — от араб. القاضى‎ (не путать с алькайд), алькад — от фр. alcade или al-qāḍī (кади, «судья») — в средневековой Испании и Португалии административная и военная должность, обозначавшая во времена Реконкисты назначавшегося королём коменданта крепости.
Если португальский король Диниш I упразднил местные законы с целью воспрепятствовать исполнению алкайдами юридических функций, ограничивая их деятельность военной сферой, то позже главной в должности стала именно её юридическая составляющая: алькальд от имени короля следил за исполнением законов на вверенной ему территории. В Португалии титул алкайда был наследственным, но с XVII века превратился в почётный и престижный символ ввиду исчезновения традиционно исполнявшихся функций.
В настоящее время в Испании и некоторых странах Латинской Америки алькальдом называется глава муниципалитета (городской администрации), что соответствует должности мэра в западноевропейских и англосаксонских странах.